# Eleição municipal de Fortaleza em 1992
A eleição municipal de Fortaleza em 1992 ocorreu em 3 de outubro de 1992. O prefeito Juraci Magalhães (PMDB) – que assumiu em abril de 1990 em decorrência à renúncia do titular para concorrer o governo do estado – terminaria seu mandato em 1 de janeiro de 1993. Antônio Cambraia (PMDB) foi eleito prefeito de Fortaleza ainda no primeiro turno.

## Resultado da eleição para prefeito

### Primeiro turno
| Candidatos a prefeito  | Candidatos a vice-prefeito | Número | Coligação                                                  | Votação | Porcentagem |
| ---------------------- | -------------------------- | ------ | ---------------------------------------------------------- | ------- | ----------- |
| Antônio Cambraia PMDB  | Marcelo Teixeira PMDB      | 15     | PMDB / PTdoB                                               | 374.600 | 55,37%      |
| Assis Machado PSDB     | Adolfo Marinho PSDB        | 45     | PSDB / PTB / PDC / PL / PPS / PSD / PST                    | 177.443 | 26,23%      |
| Lúcio Alcântara PDT    | Edson Silva PDT            | 12     | "Nosso Povo, Nossa Fortaleza" PDT / PMN / PSB / PV / PCdoB | 81.284  | 12,01%      |
| Fernando Branquinho PT | Francisco José Pinheiro PT | 13     | PT / PC                                                    | 30.088  | 4,45%       |
| Gino Oliveira PRN      | Sandra Noleto PRN          | 36     | PRN                                                        | 5.925   | 0,88%       |
| Luciano Monteiro PSC   | Tarcisio Leite PSC         | 20     | PSC                                                        | 4.359   | 0,64%       |
| Acrísio Sena PFS       | Iolanda Holanda PFS        | 84     | PFS                                                        | 2.829   | 0,42%       |
| Fontes:                |                            |        |                                                            |         |             |

| Partido | Partido | Candidato           | Votos   | Votos (%) |
| ------- | ------- | ------------------- | ------- | --------- |
|         | PMDB    | Antônio Cambraia    | 374 600 | 55,37%    |
|         | PSDB    | Assis Machado       | 177 443 | 26,23%    |
|         | PDT     | Lúcio Alcântara     | 81 284  | 12,01%    |
|         | PT      | Fernando Branquinho | 30 088  | 4,45%     |
|         | PRN     | Gino de Oliveira    | 5 925   | 0,88%     |
|         | PSC     | Luciano Monteiro    | 4 359   | 0,64%     |
|         | PFS     | Acrisio Sena        | 2 829   | 0,42%     |
| Totais  | Totais  | Totais              | 676 528 |           |

- Brancos: 52.397, Nulos: 52.377, Votos Totais: 781.302, Abstenção: 144.677, Eleitores Aptos: 928.979